# Tapado da Caldeira
O Tapado da Caldeira é uma zona murada com pinheiros e eucaliptos no extremo SO da Serra da Aboboreira, em Baião, Portugal, onde foi identificada uma necrópole da Idade do Bronze.
No Tapado da Caldeira, que fica perto do parque de merendas da Chã de Redós, foram descobertas 4 sepulturas escavadas no saibro, uma fossa e uma lareira. Em todas as sepulturas se encontrou um vaso.
O Tapado fica na encosta do Alto da Caldeira (elevação em frente ao Alto da Serrinha, onde se ergue um marco geodésico) onde foram encontrados vestígios de um habitat pré-histórico, eventualmente relacionado com as sepulturas do Tapado da Caldeira. A análise ao Carbono-14 feita aos carvões encontrados indica uma data de meados ao fim do II milénio a.C. No topo da elevação, encontraram-se indícios de um pequeno habitat defensivo, que forneceu grande quantidade de material cerâmico de feição medieval e onde se detectaram covas de dimensões várias.
Na encosta de um pequeno vale ladeado por um morro, perto também do parque de merendas da Chã de Redós, fica a Bouça do Frade, onde se encontraram também vestígios de um povoado da Idade do Bronze, com inúmeras fossas abertas no saibro contendo restos de grandes vasos de provisões. A dificuldade de atribuir funções a estas fossas, que são parecidas com outras encontradas em Monte Calvo e Vale da Quintela, levou a pressupor tratarem-se de sepulturas, cuja ausência de restos ósseos seria atribuída à acidez dos solos. No Museu de Baião pode ser visto um grande vaso de armazenamento, decorado com cordões e mamilos, em cujo interior foi encontrado um púcaro com asa e sementes de pêra selvagem carbonizadas. O material cerâmico encontrado leva a pensar poder-se correlacionar este povoado com a necrópole do Tapado da Caldeira. O morro parece ter sido amplamente ocupado, sendo extremamente rico em estruturas habitacionais e material arqueológico.